# Viritech Apricale
 (décembre 2023).
La Viritech Apricale est une Hypercar du constructeur automobile britannique Viritech, à propulsion électrique, équipée d'une pile à combustible à hydrogène. Elle a été présentée au festival de vitesse de Goodwood de 2022. 

## Historique
L'Apricale est présentée au festival de vitesse de Goodwood de 2022. Sa production est limitée à 25 exemplaires.
L'Apricale a été dessinée par Pininfarina. Sa propulsion est électrique, l'énergie étant produite par une pile à combustible utilisant de l'hydrogène.